# Carmen da Silva
Carmen da Silva (Rio Grande, 31 de dezembro de 1919 - Volta Redonda, 29 de abril de 1985) foi uma psicanalista, jornalista e escritora brasileira, uma das precursoras do feminismo no país.

## História
Carmen da Silva já foi definida como "um dos símbolos da modernização da imprensa e da sociedade brasileira contemporânea" (DUARTE, 2006). 
Nos anos 1940, viveu no Uruguai e na Argentina, onde iniciou sua carreira de escritora e jornalista, publicando seu primeiro livro. Nos anos 1960 radicou-se no Rio de Janeiro e consolidou seu talento como escritora, colaborando com jornais e revistas.
Durante 22 anos ininterruptos, entre 1963 e 1984, redigiu a coluna "A arte de ser mulher" na revista Claudia da Editora Abril. A coluna antecipou alguns dos debates que seriam depois encampados pelo discurso feminista no Brasil: uso da pílula anticoncepcional, inserção da mulher no mercado de trabalho e divórcio, entre outros.
Em seus escritos, Carmen da Silva contava a história de mulheres que, antes mesmo da existência de movimentos feministas organizados no Brasil contemporâneo, apresentavam os contrastes e desigualdades para os dois sexos. Os textos de Carmen da Silva proporcionaram novas formas de pensar e interpretar a condição feminina no Brasil.

## Morte
Em 25 de abril de 1985, quando participava de uma conferência sobre jornalismo e feminismo, no auditório do SENAC de  Resende (Rio de Janeiro), Carmen da Silva sofreu a ruptura de um aneurisma abdominal, vindo a falecer alguns dias depois, aos 65 anos,  em um hospital de Volta Redonda. Foi sepultada no Rio de Janeiro, em 29 de abril.

### Sobre Carmen da Silva
- CIVITTA, Laura (org.). O melhor de Carmen da Silva, 1994.
- DUARTE, Ana Rita Fonteles. Carmen da Silva – o feminismo na imprensa brasileira. Universidade Federal do Ceará, 2006.
- DUARTE, Kelley Baptista.  Carmen da Silva: nos caminhos do autobiografismo de uma 'mulheróloga'. Dissertação defendida em  01 jul. 2005 na Universidade Federal do Rio Grande.
- FUÃO, Maria Helena Rodrigues. Uma leitura da ficção e da história na escrita de Setiembre, de Carmen da Silva. Dissertação defendida em 9 jul. 2004 na Universidade Federal do Rio Grande.

MENDEZ, N.P. Uma Senhora de Respeito: a autoria feminista na escrita de Carmen da Silva
(1919-1985). Organon, v. 28, p. 01-11, 2012.